# Clorox
The Clorox Company est une entreprise américaine de produits d'entretien basée à Oakland aux États-Unis.

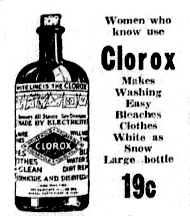
Bouteille d'eau de javel Clorox, pub des USA de 1922.

## Histoire
En mars 2018, Clorox annonce l'acquisition Nutranext, un fabricant de produits vitaminés pour environ 700 millions de dollars.

## Productions

### Produits d'entretien de la maison et de soin du linge
Liquides vaisselle, détergents, détachants, eaux de javel, nettoyants pour toilettes  Clorox®, Formula 409®, Liquid-Plumr®, Pine-Sol®, S.O.S®, Tilex®, Green Works®, CloroxPro?, Dispatch®, Clorox Healthcare®, Hidden Valley®, KC Masterpiece®

### Produits à usage domestique
Charbon de bois Kingsford et Match Light, litières pour chats Fresh Step®, Scoop Away® et Ever Clean® et sacs en plastique Glad®.

### Divers
Condiments et sauces  Hidden Valley, KC Masterpiece et Soy Vay, filtres à eau  Brita et produits de soins personnels naturels Burt's Bees et Güd

## Principaux actionnaires
Au 14 janvier 2020:
| The Vanguard Group                                | 12,3% |
| Icahn Associates Holding                          | 9,59% |
| SSgA Funds Management                             | 6,64% |
| Parnassus Investments                             | 3,71% |
| BlackRock Fund Advisors                           | 2,70% |
| Wells Fargo Clearing Services                     | 2,26% |
| Cedar Rock Capital Ltd.                           | 2,19% |
| Putnam                                            | 1,94% |
| Northern Trust Investments Investment Management) | 1,86% |
| Geode Capital Management                          | 1,79% |